# Nationalpark Andasibe-Mantadia
Der Nationalpark Andasibe-Mantadia (französisch: Parc national d’Andasibe-Mantadia) ist ein 1989 eröffneter Nationalpark in der Region Alaotra-Mangoro auf Madagaskar. Antananarivo, die Hauptstadt der Insel, befindet sich in einer Entfernung von rund 100 Kilometern im Westen. Der Nationalpark wird als Schutzgebiet der IUCN-Kategorie II geführt.

## Parkbereiche
Der Nationalpark Andasibe-Mantadia hat eine Fläche von rund 155 Quadratkilometern. Die Höhenverbreitung reicht von 800 bis 1200 Metern. Der Park hat mehrere Wanderwege, darunter auch eine 11 Kilometer lange Trekkingstrecke für Extrem-Wanderer. Unterkünfte für Besucher stehen in Lodges mitten im Regenwald sowie am Parkeingang zur Verfügung.

## Fauna und Flora
Viele Tier- und Pflanzenarten sind auf Madagaskar endemisch. Im Nationalpark Andasibe-Mantadia wurden mehr als 100 Vogelarten festgestellt, darunter die Blaukopf-Erdracke, der Helmvanga, der Blauvanga, der Seidenjala, der Blau-Seidenkuckuck, der Madagaskarkuckuck und der Madagaskarfischer. Auch eine Vielzahl von Insektenarten, die ausschließlich auf Madagaskar vorkommen wurden gefunden, dazu zählen der Giraffenhalskäfer, die zur Familie der Echten Laternenträger zählende Zanna pauliani sowie der Kometenfalter.

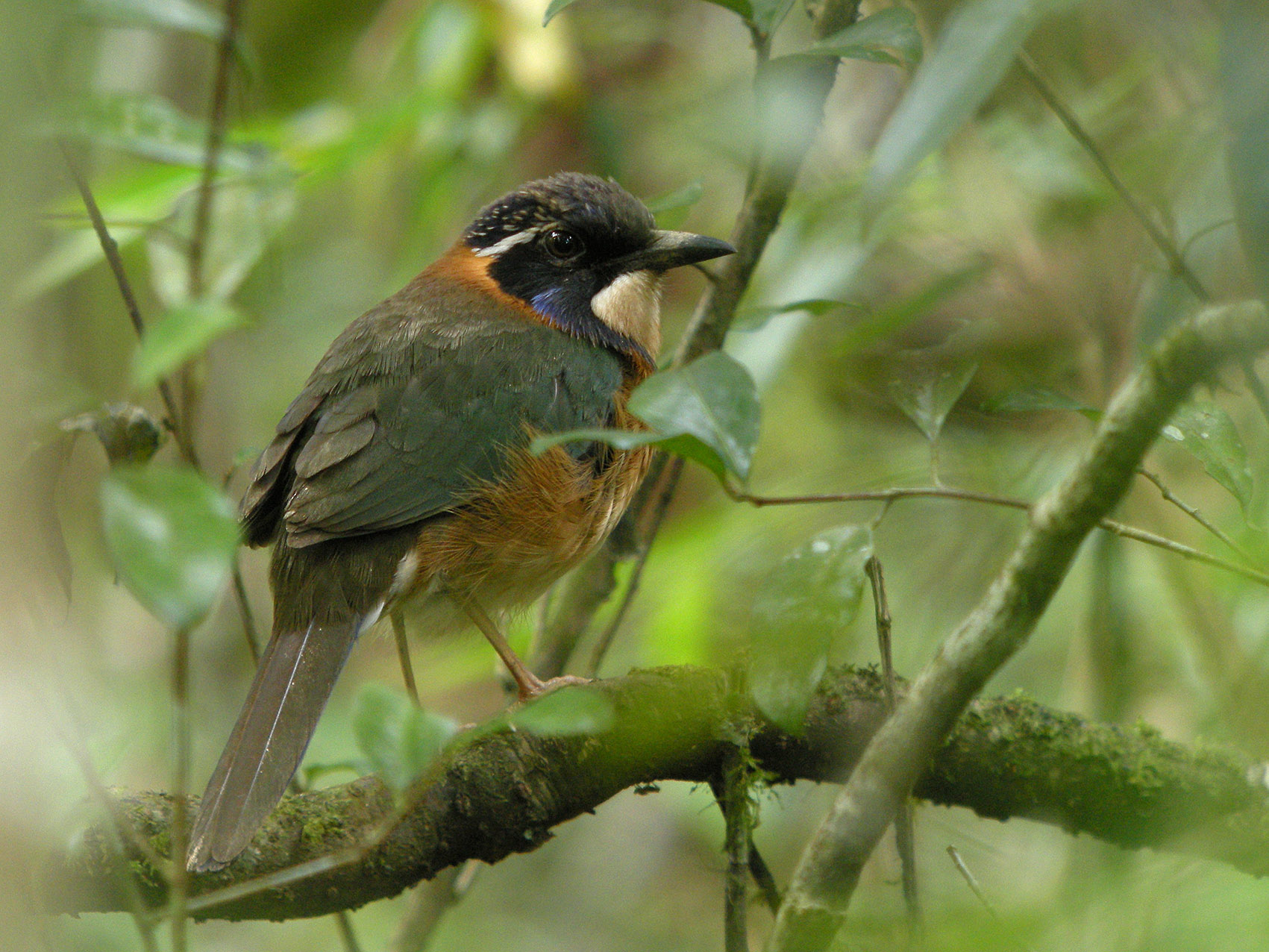
Blaukopf-Erdracke
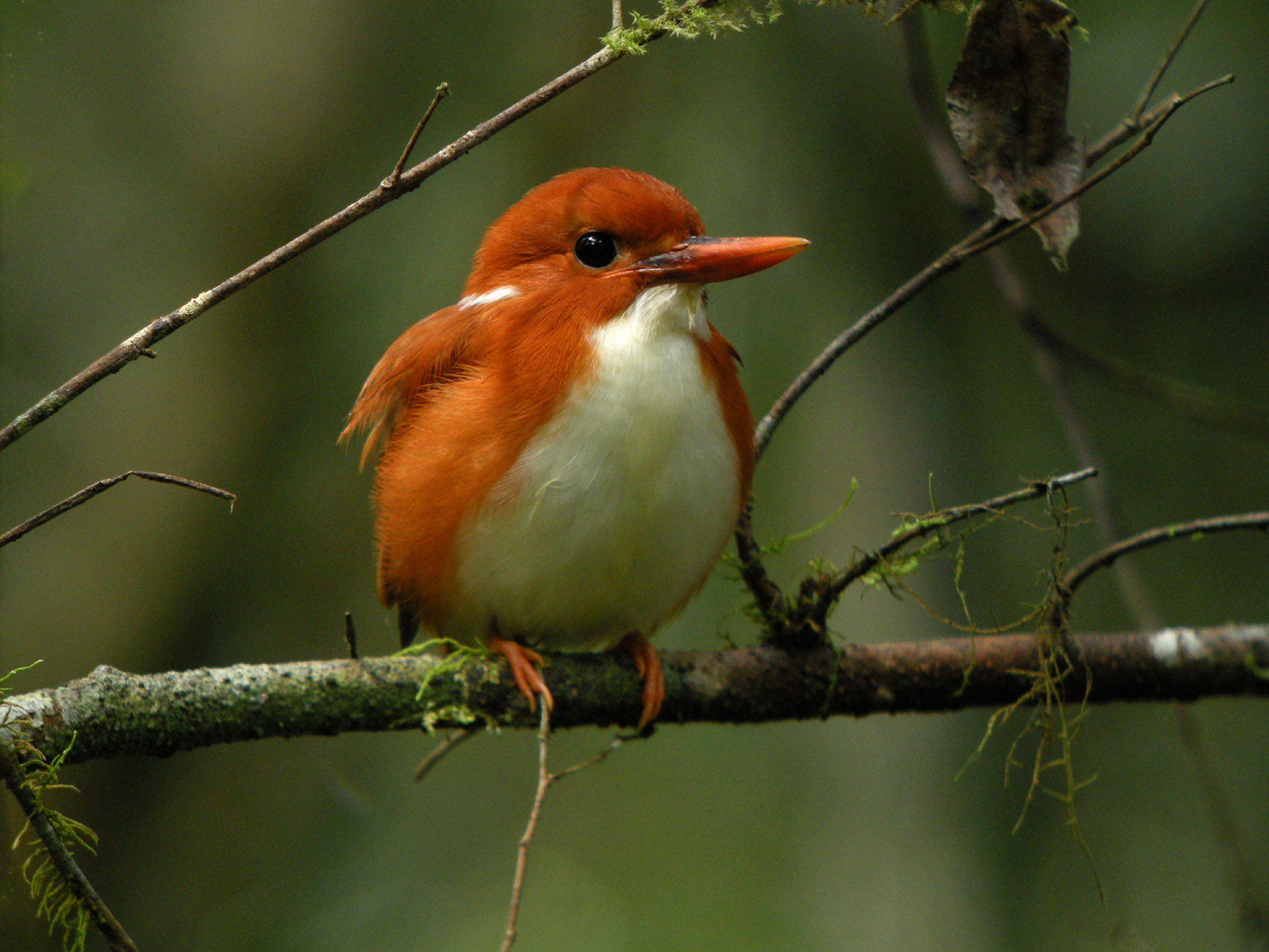
Madagaskarfischer
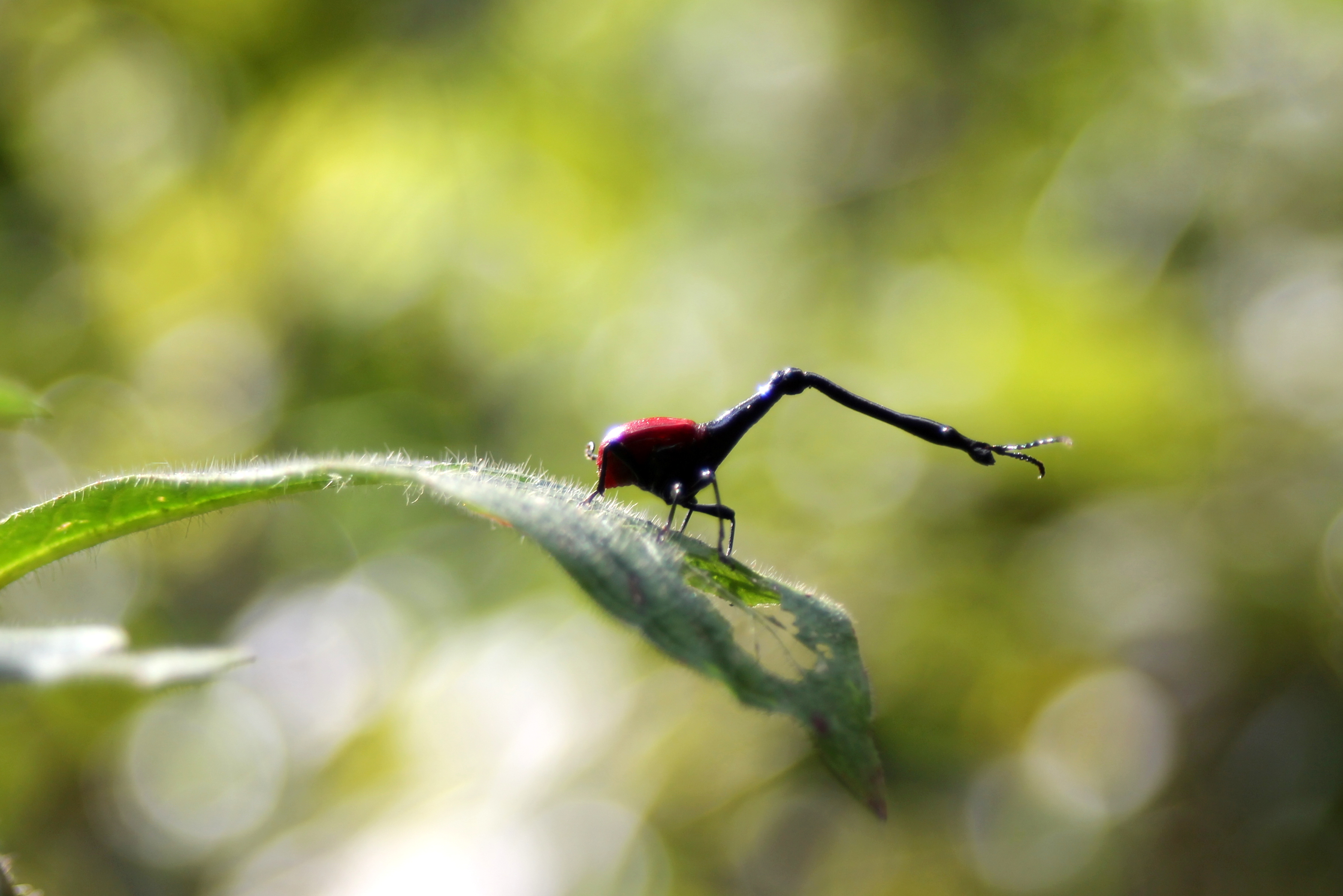
Giraffenhalskäfer
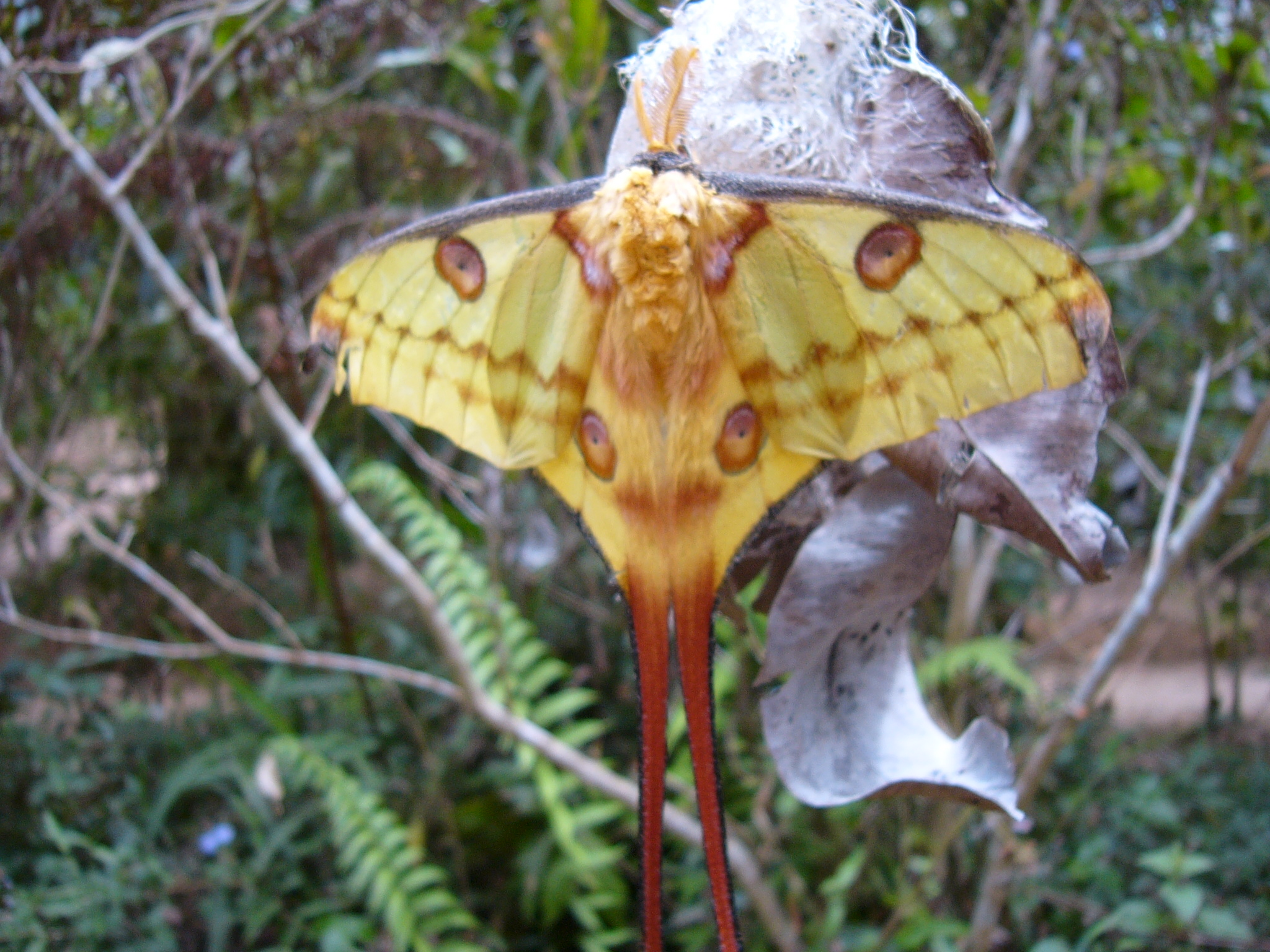
Kometenfalter

Zu den im Nationalpark lebenden Tieren zählen außerdem viele endemisch vorkommende Reptilien- und Amphibienarten, beispielsweise die Madagaskar-Hundskopfboa, der zu den Blattschwanzgeckos zählende tag- und nachtaktive Uroplatus phantasticus, die Froschlurche Spinomantis aglavei und Boophis bottae  sowie mehrere Chamäleonarten, beispielsweise das Parsons Chamäleon.

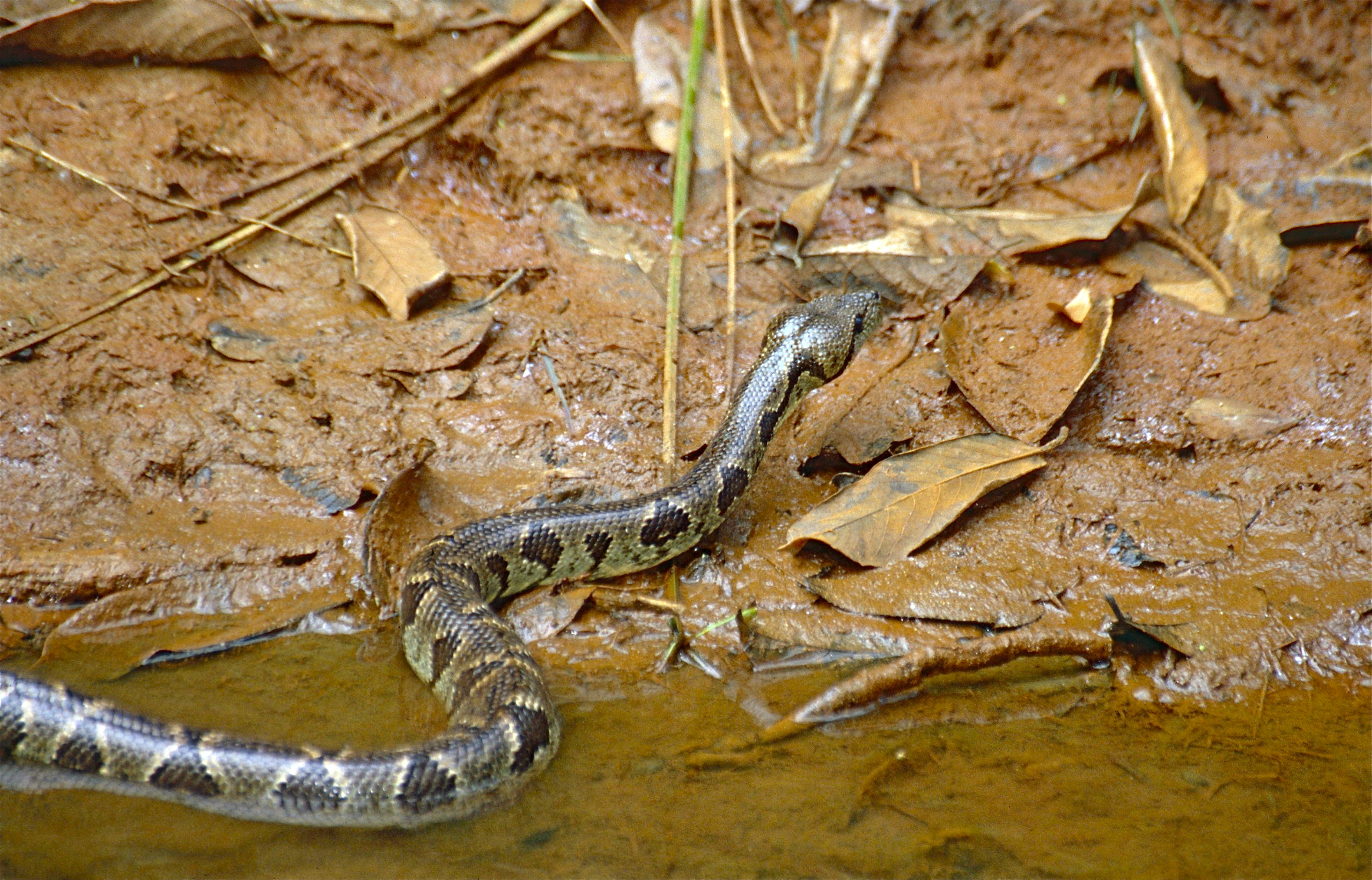
Madagaskar-Hundskopfboa
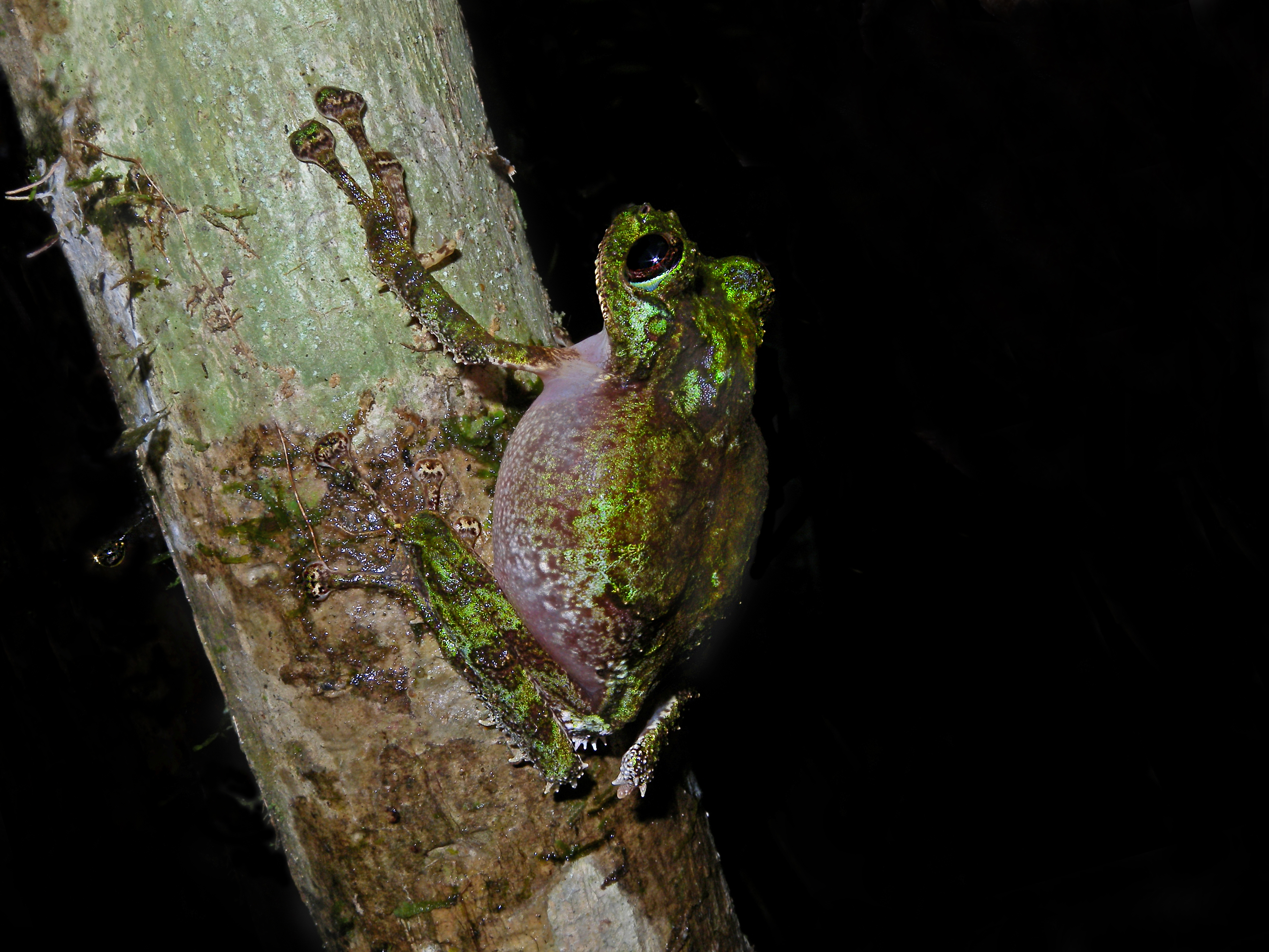
Spinomantis aglavei
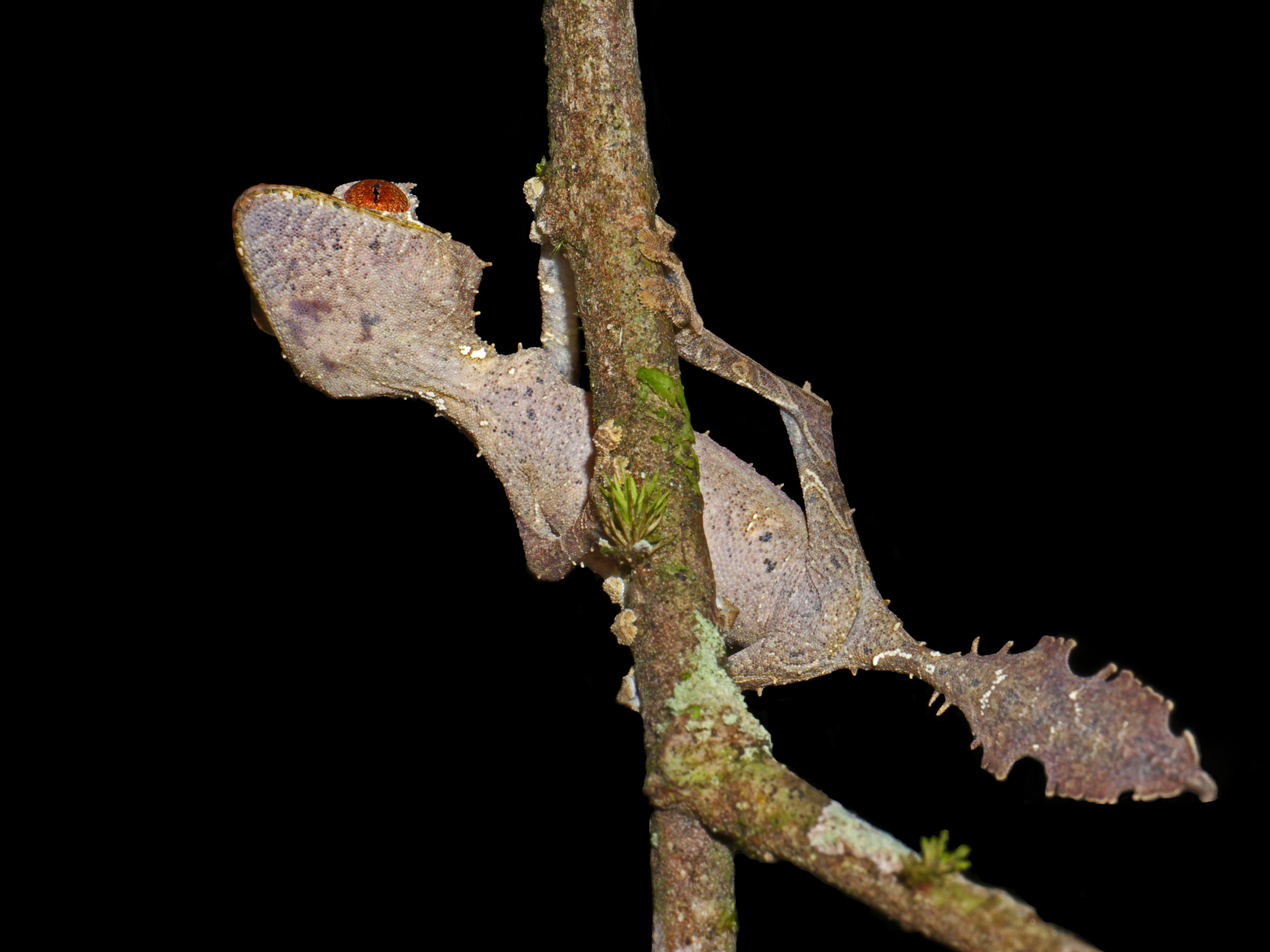
Uroplatus phantasticus, Unterseite
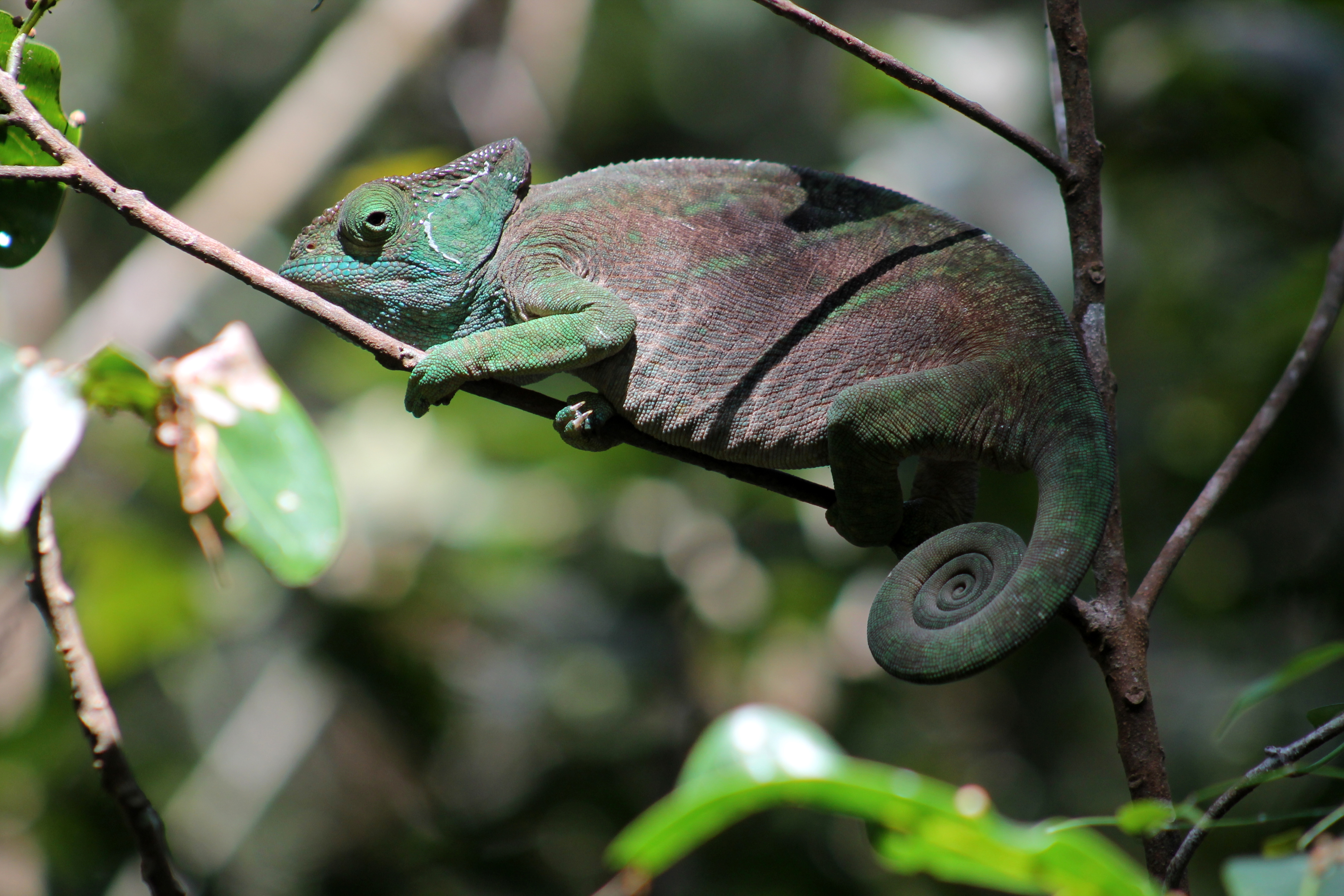
Parsons Chamäleon

Die sehr abwechslungsreiche Flora, die 1200 Pflanzenarten enthält, wächst auf einer hügeligen Regenwaldlandschaft, die größtenteils aus Sekundärwald und Laubbaumarten besteht und von vielen kleinen Flussläufen durchzogen ist. Das Klima ist tropisch feucht, im Winter kann es zuweilen bei Regen und durchschnittlichen Temperaturen von 18 °C recht kühl werden. Seltene Orchideenarten, eine große Anzahl von Baumfarnen und diverse endemische Pflanzen bieten eine große Vielfalt. Stellenweise wird die endemische Flora von invasiven Arten, beispielsweise europäischen Kiefern, australischen Eukalypten oder asiatischen Bambussen durchsetzt. Die Parkangestellten sind bemüht, das Wachstum dieser Neobiota in Grenzen zu halten.
Eine Besonderheit für die Besucher, speziell für Primatenforscher sind die vielen Lemurenarten, die im Nationalpark leben. Dabei werden dem Indri, dem Schwarzweißer Vari und dem Diademsifaka, die alle von der Weltnaturschutzunion IUCN als „critically endangered = vom Aussterben bedroht“ eingestuft werden, besondere Aufmerksamkeit geschenkt. Weiterhin gibt es tagaktive sowie nachtaktive Lemurenarten, zu denen auch das Fingertier zählt. Im Jahr 2006 initiierte die Madagascar Biodiversity Partnership gemeinsam mit dem Omaha’s Henry Doorly Zoo in Zusammenarbeit mit Madagascar National Parks sowie Eaux et Fôret ein Wiedereinführungsprojekt, um gefährdete Lemurenarten im Park anzusiedeln. Außer den verschiedenen Lemurenarten können mit Fossas, Eigentlichen Streifentenreks sowie weiteren Tenrekarten viele endemische Säugetierarten im Nationalpark beobachtet werden.

## Galerie
Die nachfolgenden Bilder dokumentieren einige Säugetierarten aus dem Nationalpark Andasibe-Mantadia:

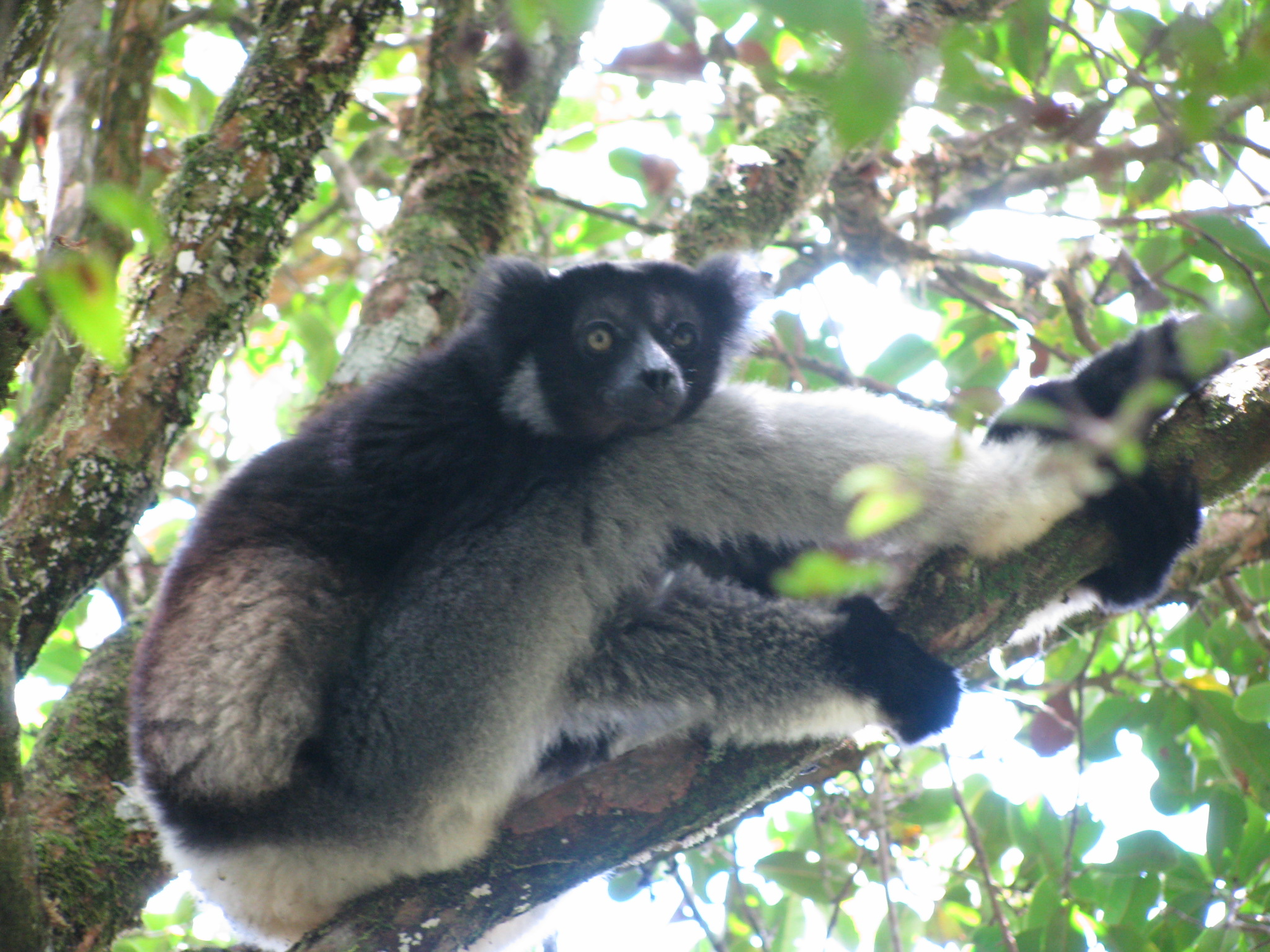
Indri
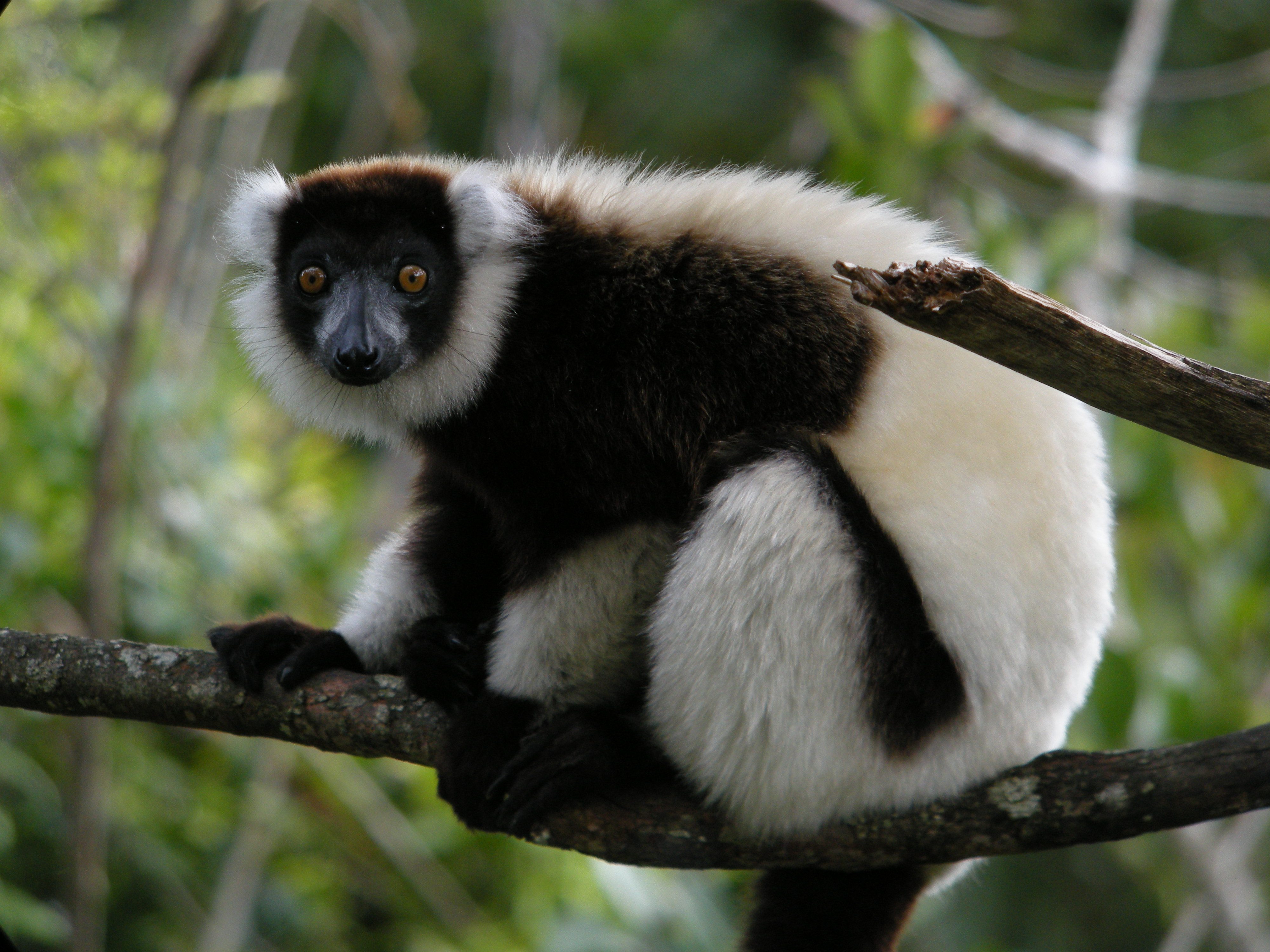
Schwarzweißer Vari
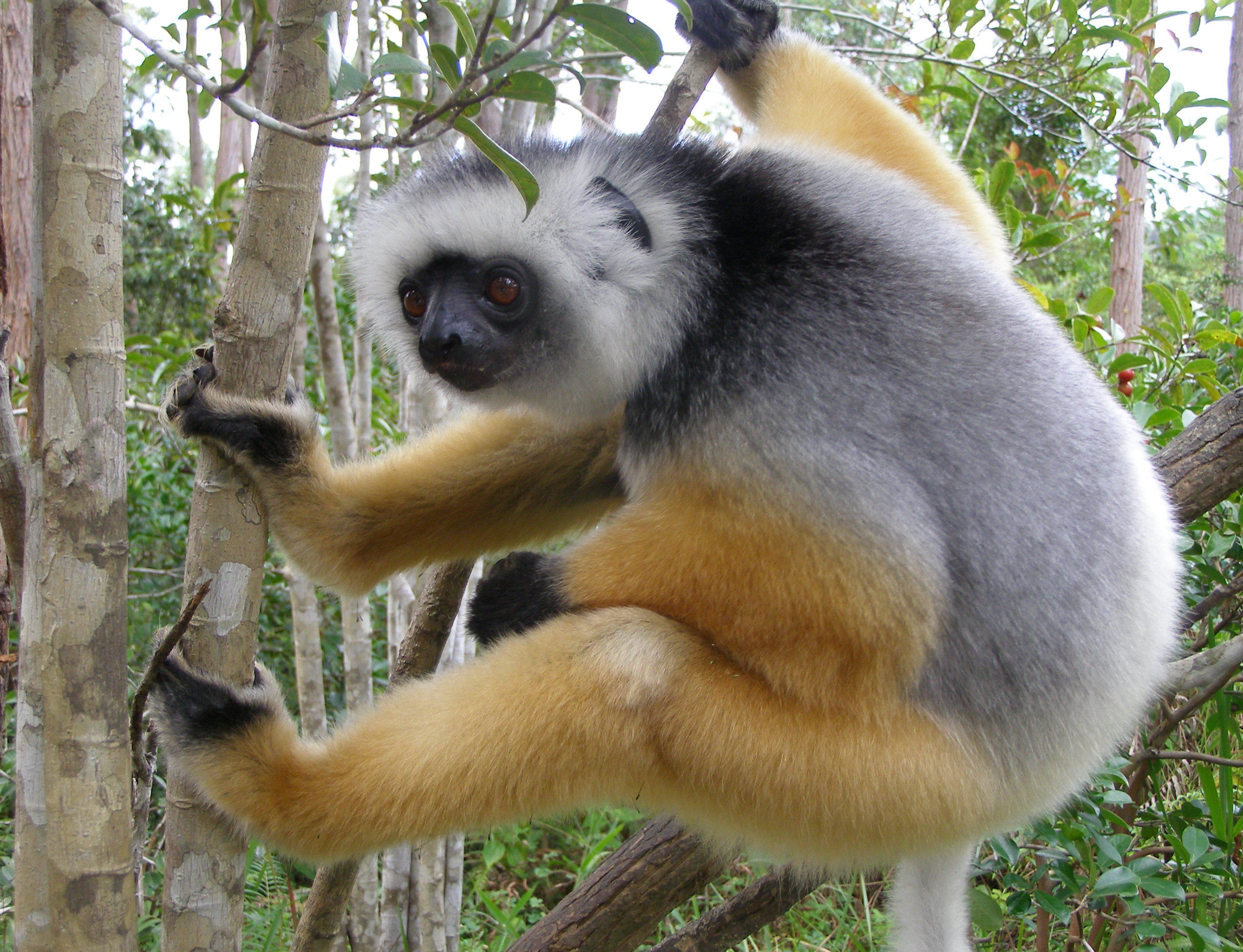
Diademsifaka
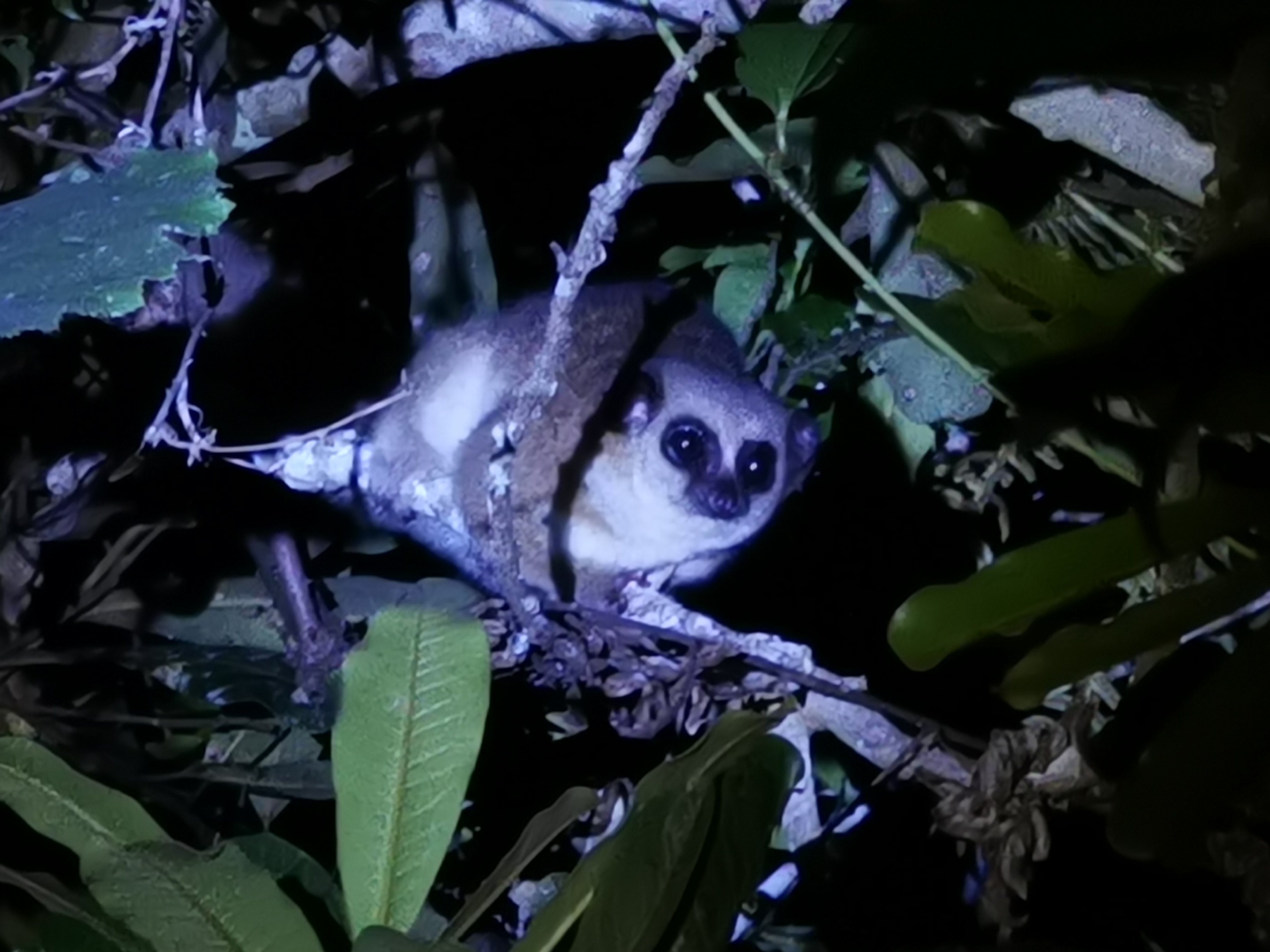
Fettschwanzmaki
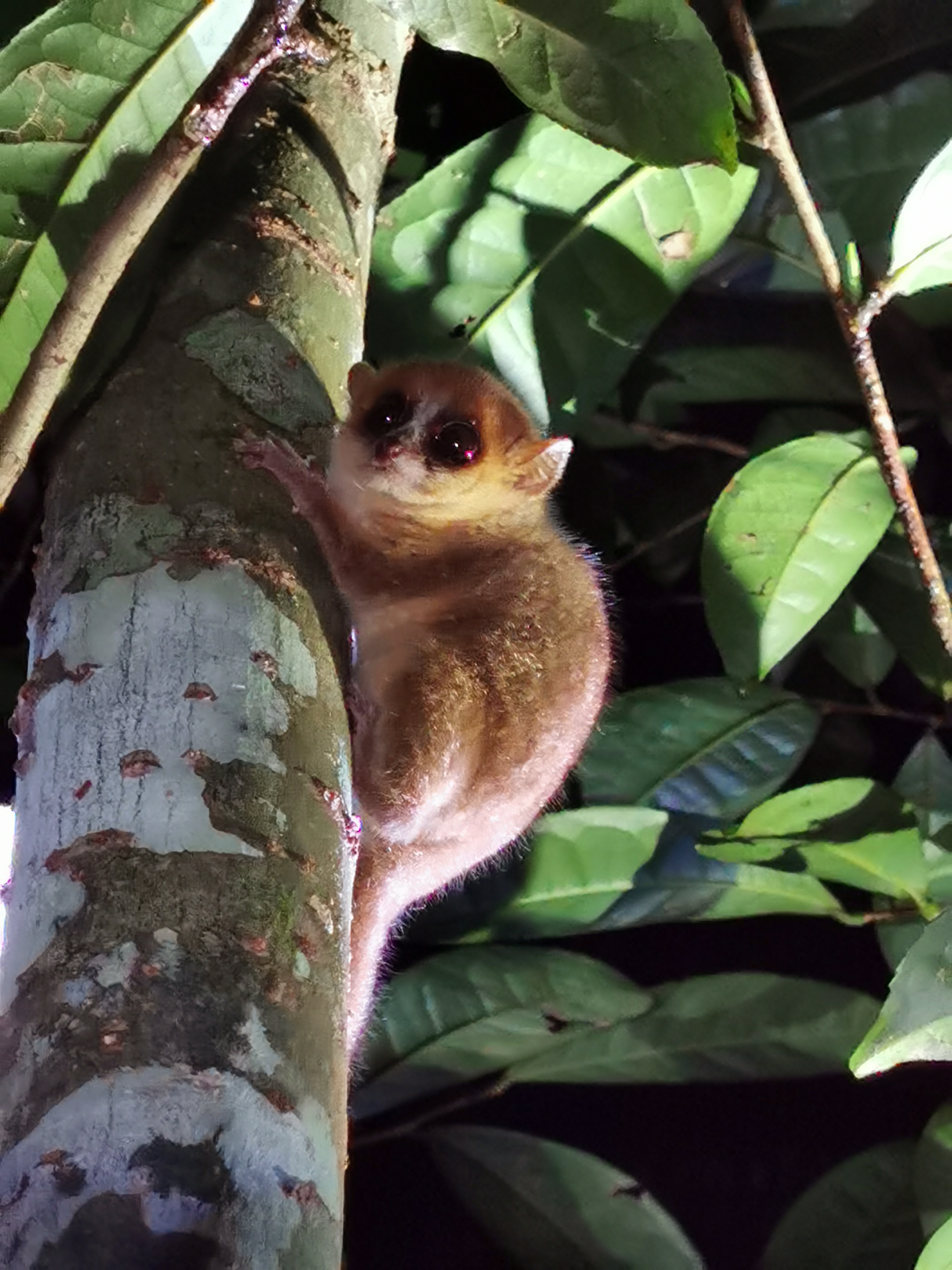
Goodman-Mausmaki
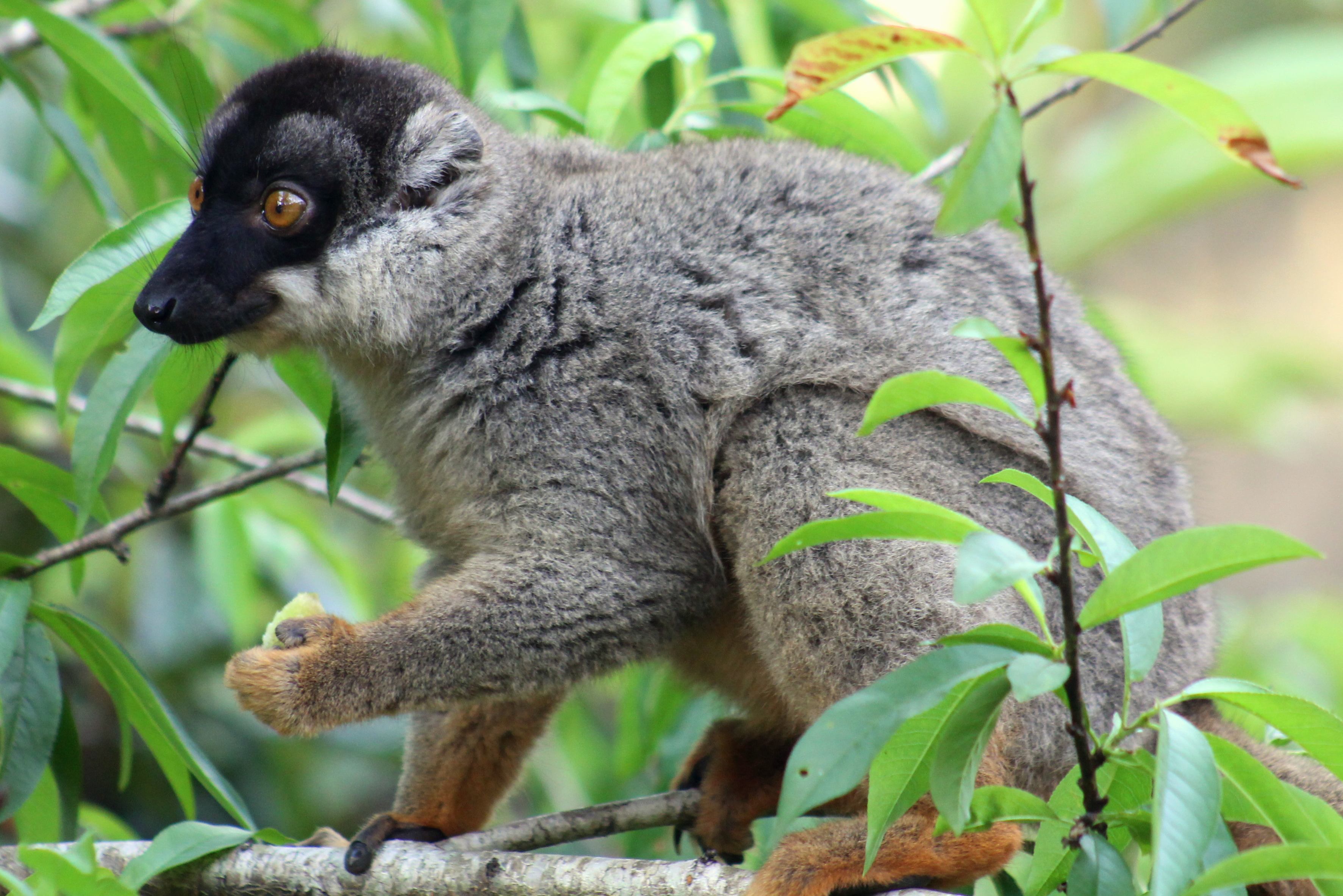
Brauner Maki
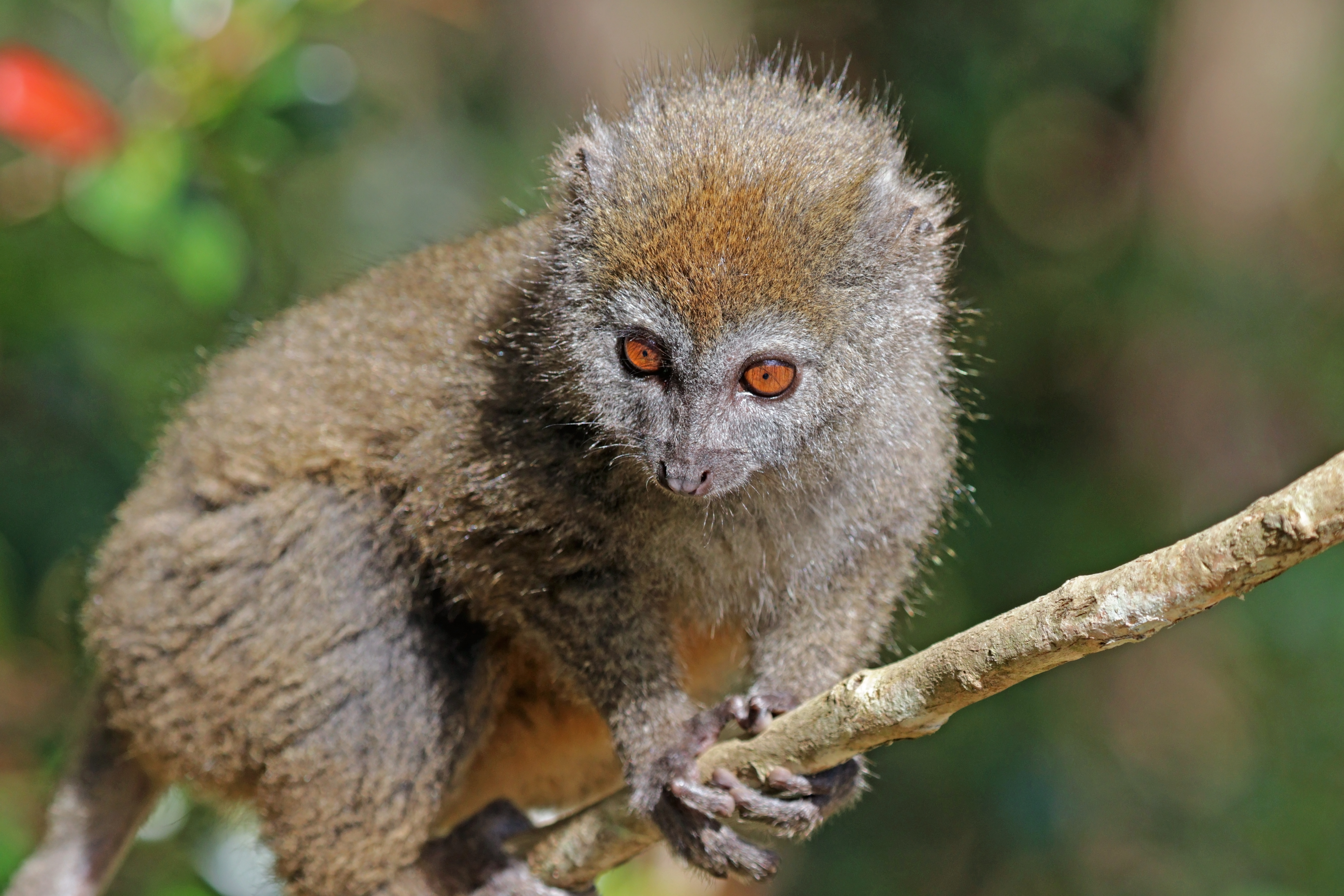
Östlicher Bambuslemur
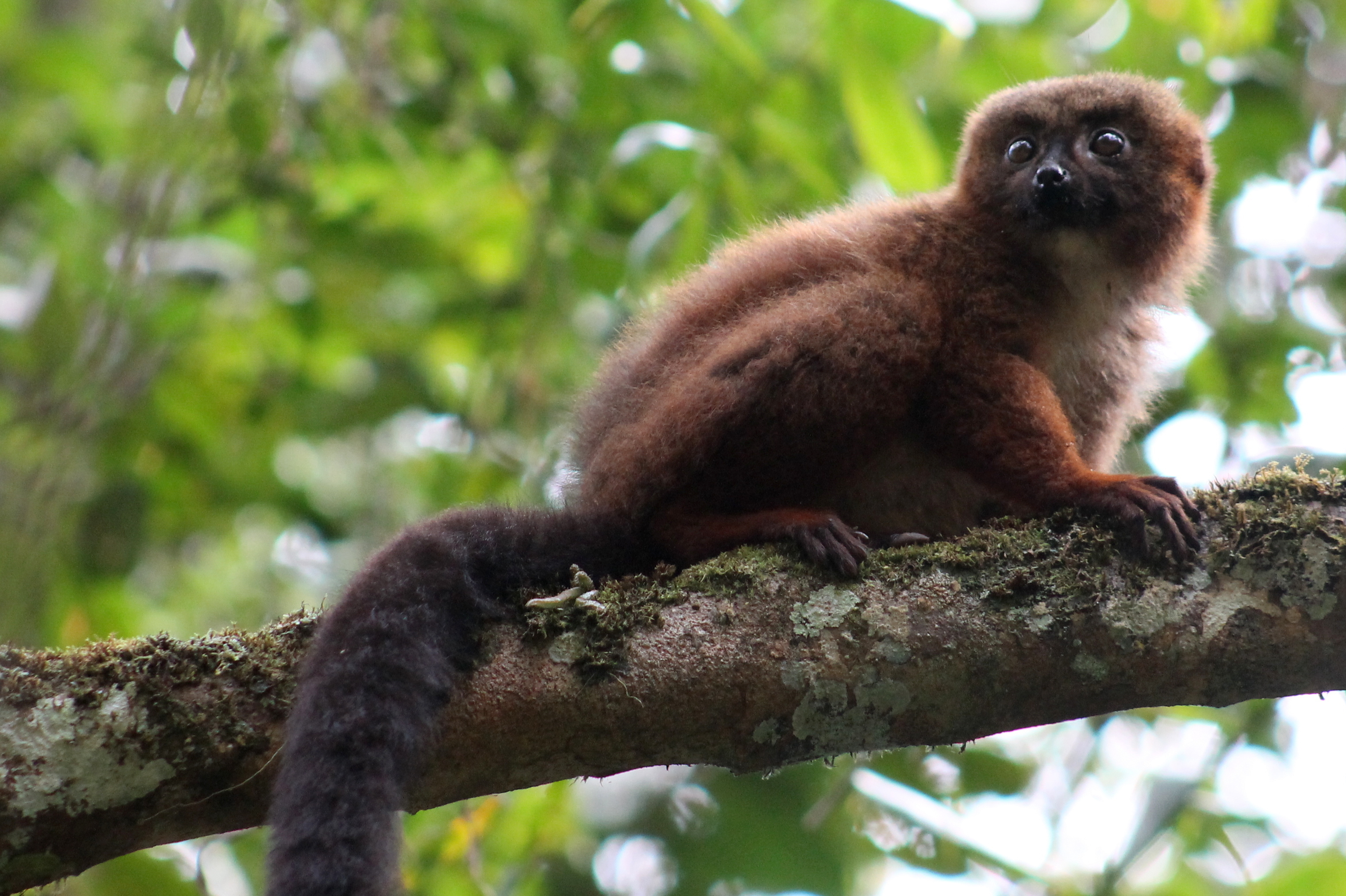
Rotbauchmaki
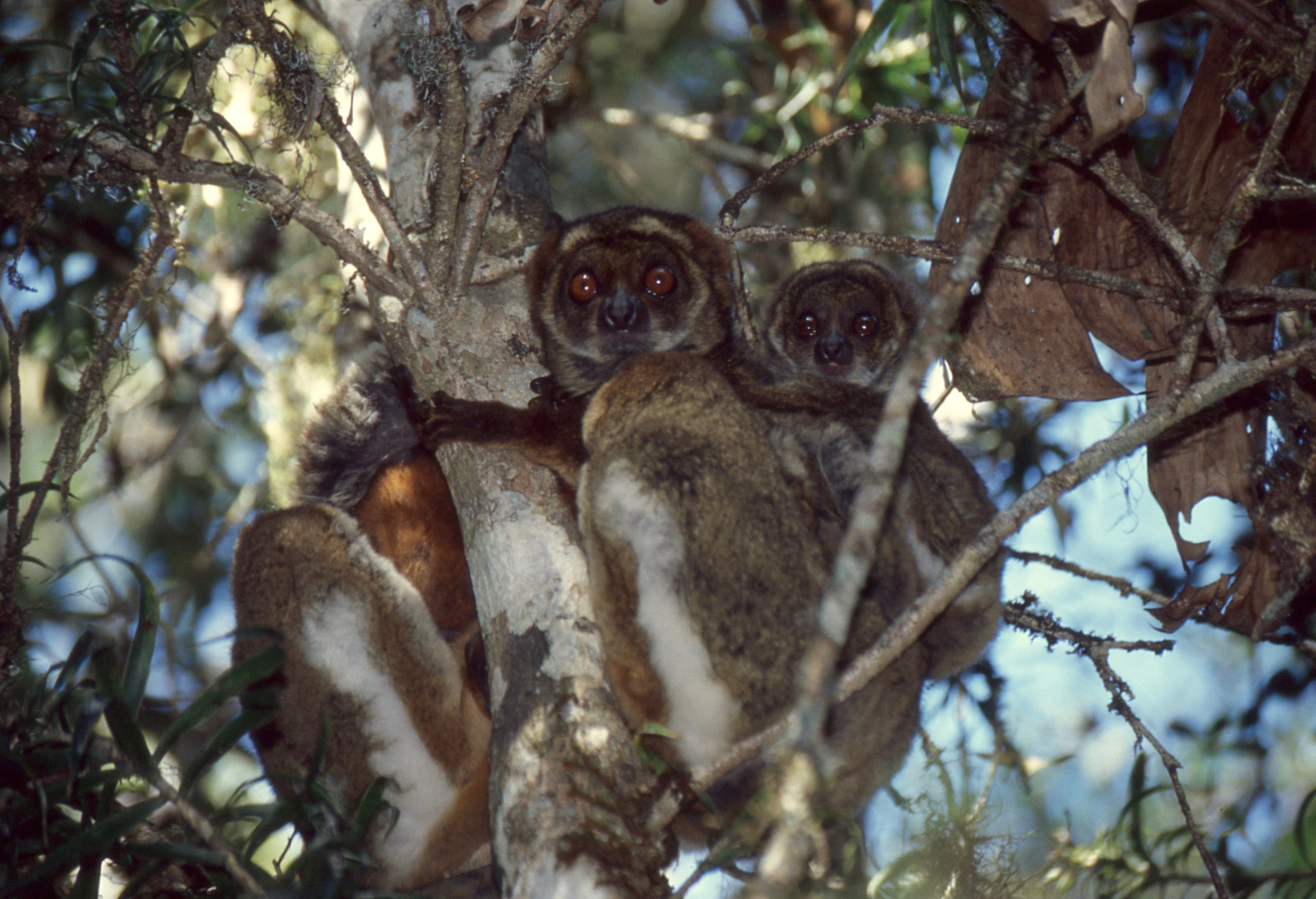
Östlicher Wollmaki
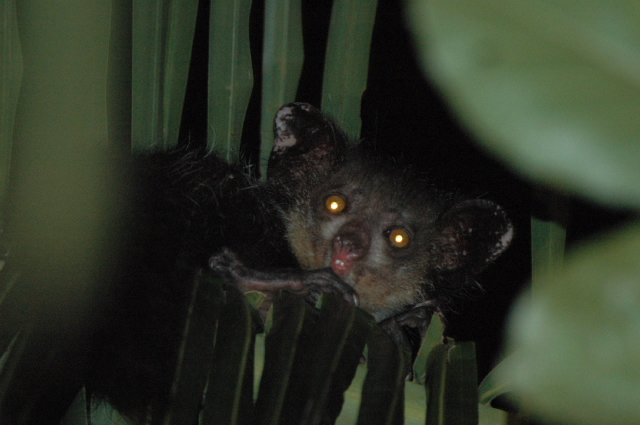
Fingertier
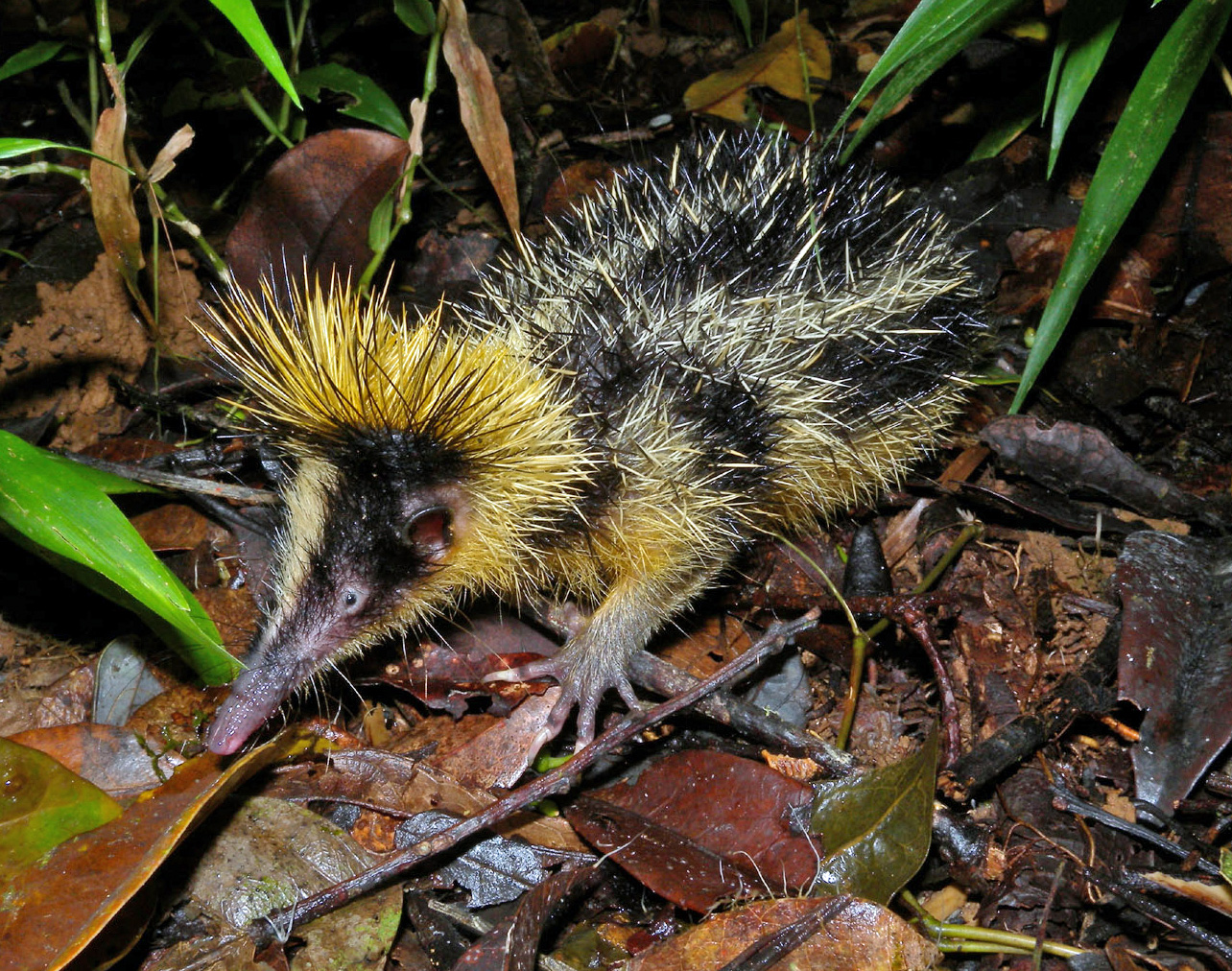
Eigentlicher Streifentenrek